# أبرشية زحلة الكاثوليكية المارونية
أبرشية زحلة الكاثوليكية المارونية هي أبرشية للكنيسة المارونية في لبنان تخضع مباشرة لبطريرك أنطاكية الماروني، في عام (2014) كان هناك 50000 تعميد، في أبريل 2015 إحتفلت أبرشية زحلة المارونية، بقداس تولية المطران جوزف معوض [الإنجليزية] راعي الأبرشية الجديد، بحضور أساقفة الكنيسة المارونية ومجلس اساقفة زحلة والبقاع وممثل عن السفير الباباوي في لبنان. 1

## الإقليم والإحصاءات
تشمل الأبرشية مدينة زحلة وأراضيها في وادي البقاع، وتقع على بعد 45 كم شرق بيروت حيث تقع كاتدرائية القديس مارون. تنقسم الأراضي إلى 33 أبرشية وفي عام 2014 كان هناك 50000 كاثوليكي ماروني.

## التاريخ
كانت زحلة ووادي العرائش وقاع الريم وبلدات أخرى، كرياق وحوش حالا وأبلح، تابعة لأبرشية صيدا وصور قبل سنة 1837، والتي كانت تشمل أيضاً الشوف ووادي التيم، وصولاً إلى الجليل وأورشليم، وفي 1837، اُتبعت وادي العرائش وقاع الريم إلى أبرشية دمشق، وأُتبعت إليها زحلة في 1872. وسُميّت أبرشية دمشق بأبرشية صربا في 1959، فكانت زحلة والرعايا المجاورة تابعة لها.
في 1977 أنشأ «سينودس الأساقفة الموارنة» أبرشية بعلبك وزحلة، حيث شملت أقضية بعلبك وزحلة والبقاع الغربي وراشيا، بدون دير الأحمر ومنطقة الهرمل، وفي حزيران 1990 أعاد سينودس الأساقفة النظر في حدود أبرشية بعلبك وزحلة، فأنشأ أبرشية بعلبك ودير الأحمر المؤلفة من قضائي بعلبك والهرمل، وأصبحت أبرشية زحلة بحدودها الحالية، تضم محافظة البقاع بأقضيتها الثلاثة، زحلة، والبقاع الغربي، وراشيا.

## رؤساء أساقفة الأبرشية
- انظر الاتحاد مع أبرشية بعلبك - دير الأحمر الكاثوليكية المارونية (1977-1990)
- جورج سكاندر، (من 9 يونيو 1990 إلى 8 يونيو 2002 تم سحبه)
- منصور حبيقة، (12 سبتمبر 2002 - 28 أكتوبر 2014 متوفى)
- جوزيف معوض، (منذ 14 مارس 2015)